# GJ 3454
GJ 3454 is een vlamster met een spectraalklasse van M4.5V. De ster bevindt zich 27,97 lichtjaar van de zon.